# Luna bugiarda
Luna bugiarda è un romanzo della scrittrice italoamericana Ben Pastor, il secondo nel ciclo dedicato al personaggio ricorrente di Martin Bora, ufficiale dell'esercito tedesco durante la Seconda guerra mondiale. 
 Sullo sfondo dell'occupazione nazista dell'Italia  settentrionale successiva all'8 settembre 1943, narra un'indagine per omicidio condotta dal maggiore Bora con l'aiuto dell'ispettore di polizia Sandro Guidi.

## Titolo
Il titolo italiano del romanzo traduce letteralmente l'originale inglese (Liar Moon): entrambi rimandano alla corrispondente locuzione latina Luna mendax, citata anche nel frontespizio del volume.
 La spiegazione della frase, parzialmente legata all'andamento della vicenda narrata (un'indagine in cui le cose sono molto diverse da come appaiono) è affidata alle parole di uno dei personaggi: " [...] la luna disegna una "C" in cielo, ma è una menzogna. Secondo la tradizione popolare, quando la luna forma una "C" di notte, viene da pensare che sia una luna crescente. Ma non lo è. In realtà è una luna calante [...]".

## Incipit
(Traduzione dall'inglese di Marilia Piccone)

## Trama
Autunno del 1943. Rientrato dalla campagna di Russia il maggiore della Wehrmacht Martin von Bora riceve una nuova assegnazione: sarà di stanza nell'Italia settentrionale a Lago, una località del Veneto. 
 All'inizio di settembre, poco dopo l'Armistizio, l'auto su cui si trova Martin Bora diviene bersaglio di un attacco partigiano: gravemente ferito, il maggiore perde la mano sinistra e inizia un lungo calvario fisico tenuto a stento sotto controllo dalla grande forza di volontà. Tutto questo non gli impedisce comunque di continuare a svolgere il suo lavoro, che consiste sostanzialmente nel pattugliamento del territorio e nell'occasionale appoggio ad altri reparti, SS comprese.
 Una delle richieste di collaborazione che gli vengono presentate risulta particolarmente sgradita: il centurione della locale Milizia Fascista, De Rosa, lo esorta ad indagare sulla morte di Vittorio Lisi, notabile del PNF, ufficialmente stroncato da infarto ma in realtà investito da persona ignota mentre si trovava sulla sedia a rotelle nel giardino della sua casa di campagna. 
 Bora ha una buona esperienza investigativa, ma non vorrebbe immischiarsi in beghe locali: il centurione si comporta in modo arrogante, borioso e sgradevole, mentre la vicenda lascia intuire un retroscena piuttosto complesso: l'indagine tuttavia ha l'avallo dei superiori che per bocca del colonnello dell'aviazione Habermehl - amico personale di Bora - non mancano di ricordare quanto sia necessario per i tedeschi tenersi buoni gli inaffidabili alleati italiani che, date le circostanze, potrebbero facilmente trasformarsi in nemici. Bora si dedica così all'indagine, facendosi affiancare dall'ispettore di polizia Sandro Guidi: i due sono molto diversi per carattere e formazione, ma finiranno per sviluppare un rapporto abbastanza simile all'amicizia.
 La maggiore indiziata per l'omicidio è Claretta, moglie separata della vittima, giovane, bella, forse non troppo intelligente, ma dotata di un buon movente: la gelosia e il rancore, dato che malgrado l'invalidità Vittorio Lisi era stato un impenitente donnaiolo.
 Tuttavia la situazione si fa ben presto un po' più complessa: si scopre che Lisi aveva già avuto una moglie, dalla quale non aveva mai divorziato, per cui il matrimonio con Claretta non dovrebbe essere valido; ci sono indizi che lasciano supporre l'esistenza di ragazze costrette ad abortire dopo aver avuto una relazione con il maturo dongiovanni; l'uomo inoltre disponeva di un ingente patrimonio le cui origini risultano piuttosto incerte: se Lisi praticava prestiti ad usura, la cosa potrebbe aprire prospettive ben più ampie e moltiplicare i possibili colpevoli della sua morte.
 Questa soluzione viene caldeggiata soprattutto dall'ispettore Guidi, che da Claretta è rimasto molto colpito: la crede innocente perché ne è innamorato; Bora invece preferisce attenersi ai fatti e agli indizi concreti.
 Nel corso dell'indagine sia Bora che Guidi vengono spesso distratti dai loro programmi a causa degli altri doveri imposti dai rispettivi ruoli, alla fine però i due arrivano ugualmente alla soluzione definitiva del caso: soluzione triste e amara che rivela il nome dell'assassino, le circostanze ed i veri motivi del delitto, ma che avvizzisce senza rimedio anche le speranze e i sentimenti personali di entrambi gli investigatori.

## Personaggi
- Martin von Bora. Maggiore dell'esercito tedesco. Nato a Edimburgo nel 1913 da un'aristocratica famiglia originaria di Lipsia, ha ascendenze scozzesi per parte di madre. Il suo defunto padre, Friedrich von Bora, era un famoso direttore d'orchestra che gli ha trasmesso la passione per la musica. Il suo patrigno è un generale dell'esercito, la cui prima moglie ha spesso ospitato Martin a Roma, crescendolo nell'amore e nel rispetto per la tradizione culturale italiana.
 Martin pertanto non è solo un soldato ed un aristocratico, ma anche un uomo colto che ha studiato filosofia e che ha fatto infinite letture. Cattolico, dotato di un grande senso dell'onore e della dignità personale, è spesso in disaccordo con le direttive ricevute (ad esempio per ciò che riguarda la questione ebraica). 
L'autrice dichiara che il personaggio di Martin von Bora è parzialmente modellato sul colonnello Claus Schenk von Stauffenberg, uno degli ufficiali ribelli che parteciparono al fallito attentato contro Hitler del 20 luglio 1944.[2]

- Sandro Guidi. Ispettore di polizia; coetaneo di Bora, è molto diverso da lui: di estrazione proletaria, è un buon poliziotto ma si lascia spesso condizionare dai sentimenti e dalle opinioni personali. Mentre affianca Bora nell'indagine sull'omicidio Lisi è anche impegnato a dare la caccia ad uno squilibrato evaso che nelle campagne intorno a Segràte uccide uomini e ruba loro le scarpe.
 Ben Pastor rivela[2] che il personaggio dell'ispettore porta il diminutivo del nome di suo padre (Alessandro) e il cognome d'arte di sua madre.

- Vittorio Lisi. Notabile del PNF, persona ricca e influente. È rimasto paralizzato a causa di un incidente d'auto durante la Marcia su Roma, ma le sue condizioni fisiche erano buone e gli avrebbero consentito di vivere ancora a lungo.

- Clara Lisi detta Claretta. Bella, bionda e fragile, era molto più giovane di Vittorio Lisi, da lei sposato dopo esser stata per lungo tempo sua segretaria. Nella persona e nelle cose di cui si circonda ricorda la frivola leggerezza del cinema dei telefoni bianchi; la donna tuttavia finge di essere più debole di quanto non sia per pura autodifesa.

- De Rosa. Centurione della Milizia Fascista, sembra interessato a svelare i misteri che circondano la morte di Vittorio Lisi per motivi non troppo chiari.

- Nando Moser. Gentiluomo di campagna, ormai povero e decaduto. Va in giro con una scassatissima auto (con la quale dà un passaggio a Bora e a Guidi rimasti in panne), mentre l'enorme palazzo di famiglia va in rovina tra polvere e vecchi trofei delle guerre contro i Turchi.

- Dottor Volpi. È il medico chirurgo che opera Bora nell'ospedale di Verona dopo l'attentato.
 Ben Pastor rivela[2] che il personaggio porta il cognome di suo padre ma è modellato sul burbero nonno materno, medico antifascista.

- Suor Elisabetta. È la suora infermiera che in ospedale si prende cura di Bora con mite fermezza.

- Capitano Lasser. Capitano delle SS, ostile a Bora nel quale sospetta una grave mancanza di entusiasmo per ciò che riguarda la questione ebraica. L'ufficiale si spinge ad indagare anche sui trascorsi del maggiore - tutt'altro che limpidi dal punto di vista dell'ortodossia nazista - e di fatto ne provoca il trasferimento dal Veneto a Roma.

- Marla Bruni. Cantante lirica ed amante di De Rosa, più famosa per uno scandalo di cui si è resa protagonista che per le sue doti canore.

- Colonnello Habermehl. Colonnello dell'aviazione tedesca, amico e mentore di Martin Bora. Beve troppo, ma a volte offre buoni consigli.

## Postfazione
L'edizione italiana del romanzo riporta a fine volume una Nota dell'autrice intitolata La memoria e lo specchio nella quale Ben Pastor illustra le caratteristiche dei personaggi del romanzo stesso e parla di sé: del suo rapporto con la letteratura e della sua posizione a cavallo tra due mondi e due culture: quella europea d'origine e quella statunitense d'adozione.

## Cronologia
Il Prologo del romanzo ha luogo il 9 settembre 1943, giorno dell'attentato di cui rimane vittima Martin Bora.
 La vicenda principale si dipana invece tra il 21 novembre e il 24 dicembre di quello stesso anno.

## Edizioni

### Edizioni italiane
- Ben Pastor, Luna bugiarda, traduzione di Marilia Piccone, Hobby & Work, 2002, pp.349 - ISBN 88-7133-495-7
- Ben Pastor, Luna bugiarda (paperback edition), traduzione di Marilia Picone, Hobby & work, 2008, pp. 349 - ISBN 9788878516946
- Ben Pastor, Luna bugiarda, traduzione di Marilia Picone, Sellerio, 2013 (edizione riveduta e corretta rispetto all'originele del 2002) - ISBN 8838929149
- Ben Pastor, Luna bugiarda, traduzione di Marilia Picone, La Biblioteca di La Repubblica-L'Espresso, vol.16 (collana Agenda Noir), in allegato alle pubblicazioni dal 12 ottobre 2015

### Edizioni inglesi
- Ben Pastor, Liar Moon, Bitter Lemon Press, 2012, pp.225 - ISBN 978-1904738831

### Edizioni francesi
- Ben Pastor, Lune Trompeuse, traduzione di Laurent Bury, Actes Sud, 2011, pp.280 - ISBN 978-2-7427-9478-2

### Edizioni olandesi
- Ben Pastor, Luna mendax, traduzione di Ronnie Boley, Wereldbibliotheek, Amsterdam, 2010, pp.320 - ISBN 978-90-284-2367-1

### Edizioni spagnole
- Ben Pastor, Luna mentirosa, traduzione di Laura Martín e Veronica Canales, Salamandra Ediciones, Barcelona, 2007, pp.256 - ISBN 978-84-9838-091-0

### Edizioni statunitensi
- Ben Pastor, Liar Moon, Van Neste Books, 2002, pp.207 - ISBN 1-929871-01-5
- Ben Pastor, Liar Moon, Bitter Lemon Press, 2012, pp.210 - ISBN 978-1904738824